# Шансы банка (покер)
Шансы (англ. odds) — термин, использующийся игроками в покер для определения математического ожидания хода в игре. Шансы обычно указываются в форме отношения ожидаемого количества побед (совершившихся событий) к количеству поражений (несвершившихся событий), например, 1:4, именно таким форматом будем пользоваться далее (возможно написание 1/4). Иногда также используется обратная пропорция — шансы против улучшения, то есть отношение поражений к победам — 4:1. Шансы можно перевести в вероятность наступления события по формуле: кол-во побед/(кол-во побед + кол-во поражений). Таким образом, шансам 1:4 соответствует вероятность 1/(1+4)=1/5.
Для определения шансов на улучшение игрок обычно подсчитывает количество аутов (от англ. outs) — карты, которые улучшат руку до выигрышной. Например, у игрока K♥ 8♥, а на столе A♥ J♥ 4♣ 7♣. Легко можно видеть, что выиграть в такой ситуации поможет только выход червы на ривере (считаем, что у одного из оппонентов есть туз и нет сета, в противном случае 4♥ или 7♥ дадут ему фулл хаус, либо каре). Мы видим шесть карт из 52 в колоде, причём мы видим четыре червы из 13. То есть в колоде на оставшиеся 52−6=46 карт приходится 13−4=9 черв. Таким образом игрок имеет 9 аутов, вероятность улучшиться составляет 9/46(*100)=19,6 %, а шансы на улучшение составляют 9(выигрышных):(46−9(выигрышных))=9:37 или примерно 1:4, по аналогии с примерами из первого абзаца. Существуют простые таблицы, которые показывают шансы на улучшение при получении одной или двух карт (то есть для тёрна и ривера) для каждого возможного количества аутов. Для упрощения расчетов шансов рук также широко используются покерные калькуляторы.
Но есть и альтернативный способ, он основывается не на шансах, а на вероятностях. Помните формулу для вероятности улучшения? Аут/47 — здесь в знаменателе 47 довольно близко к 50, то есть каждый аут даёт порядка 2 % шансов на улучшение. Поэтому в большинстве случаев вы можете оценить вероятность улучшиться по упрощённой формуле аут * 2 % + 1 % — это гораздо проще, чем делить на 47. Вы можете убедиться, что формула даёт хорошие результаты, близкие к истине. Чтобы формула была ещё точнее, можно разбить на несколько диапазонов: при 1-3 аутах считать как аут * 2 %, при 4-11 — аут * 2 %+1 %, при 12 и выше — аут * 2 %+2 %.

## Шансы банка
На каждом этапе игры при выборе оптимального действия игрок оценивает шансы. Решение о действии часто принимается на основе сравнения шансов игрока на улучшение и шансов банка, чаще всего — при принятии решения об ответе на ставку оппонента с рукой, которая требует улучшения. Шансы банка (pot odds) — отношение величины ставки к текущей величине банка. Продолжим предыдущий пример: если в банке к тёрну было $40, а противник перед вами делает ставку $10, то суммарная величина банка составляет $50, а вам необходимо поставить $10, то есть шансы банка 10:50=1:5. Если шансы банка меньше шансов на улучшение, то лучше ответить на ставку (в нашем случае шансы на улучшение 1:4 больше, чем шансы банка 1:5 — колл), если шансы на улучшение меньше шансов банка, стоит сброситься.
Данное правило легко можно проверить математически: мы делаем ставку в $10, в четырёх случаях мы проиграем эти $10, что даст нам -$40, но один раз мы соберем флэш и выиграем, вернув свою ставку в $10 (+$0) и забрав банк +$50. В среднем за пять игр мы будем выигрывать $10 — то есть колл нам выгоден (в случае фолда наш результат равен нулю, то есть он менее прибылен).

## Дисконтированные шансы
В нашем примере мы предполагали, что любая черва даст нам старший флэш, и мы выиграем руку, так как у противника лишь пара тузов. Но представим другую ситуацию — у противника тузовый сет. Флэш все ещё бьет сет, но представьте ситуацию, когда на ривере придет четверка или семерка червей. У нас будет флэш, но у противника — фул-хаус, и он все равно выиграет. Если вы считаете, что есть какие-то карты, которые помогут вам улучшиться, но при этом они улучшат и противника и не позволят вам выиграть, то вы не должны учитывать такие карты как ваши ауты (такие ауты называются фиктивными). В данном случае мы не считаем аутами четыре и семь червей и наше количество аутов уменьшается до семи. Процесс уменьшения аутов, которые помогают не только нам, но и противникам, называется дисконтированием.
На практике мы не можем точно знать текущие карты противника, поэтому делаем предположение о его руке с некоторой вероятностью. Например, мы считаем, что вероятность сета у противника — 50 %, в этом случае мы дисконтируем наши исходные 9 ауты до 9−2×0,5 и получаем 8 аутов. Соответственно дисконтированные шансы (discounted odds) составят 8:38 или 1:4,75, что все ещё больше чем шансы банка 1:5, так что наше решение ответить на ставку остаётся неизменным. Если вы считаете, что какие-то из ваших аутов фиктивные, то необходимо считать и использовать дисконтированные шансы на улучшение.

## Потенциальные шансы банка
Продолжаем работать с нашим примером. Мы отвечаем на ставку на тёрне, если нам ничего не придёт, то мы сбросимся, не потеряв ни доллара сверху, но если нам придёт флэш, то есть вероятность, что противник сделает ставку и на ривере, мы поднимем, он ответит, то есть мы получим от противника две дополнительных ставки ($20). Даже если черва его испугает, он не будет ставить, но, скорее всего, ответит на нашу ставку, что все равно даст нам дополнительные $10. Если мы считаем, что вероятность каждого из вариантов по 50 %, то получим шансы банка 10:(50+20×0,5+10×0,5)=1:6,5. Другой случай — если за нами есть ещё один игрок, который будет ходить после нас на тёрне: есть вероятность, что он поднимет ставку, в этом случае шансы банка составят $20:($40+$20+$20)=1:4 (при условии, что первый игрок ответит на рейз; правда, здесь мы пока не учли ставки ривера).
Учитывая объём дополнительных ставок, которые могут быть сделаны в текущем и последующих раундах, мы можем рассчитать потенциальные шансы банка (implied pot odds). Соответственно, правильно будет сравнивать дисконтированные шансы с потенциальными шансами банка.
Обратите внимание, что потенциальные шансы банка также называют предполагаемые шансы, имплайды, имплайд оддсы.
Основные правила потенциальных шансов, которые следует помнить:
- Если у вас хорошие потенциальные шансы, вы можете делать колл даже не имея подходящих шансов банка.
- Если у вас плохие потенциальные шансы, вы должны принимать решения на основе шансов банка.[2]

### Обратные потенциальные шансы банка
Обратные потенциальные шансы банка - термин, противоположный термину "потенциальные шансы". Рассчитывая потенциальные шансы вы оцениваете, как много фишек вы ожидаете выиграть, если сможете завершить ваше дро. Обратные предполагаемые шансы отражают, как много фишек вы ожидаете проиграть в случае, если сможете завершить свое не натсовое дро.

## Последовательность действий при принятии решения
При принятии решения в общем случае можно рекомендовать следующую процедуру:
1. Определяем вероятность того, что в данный момент имеем лучшую руку,
2. Определяем количество аутов для улучшения до лучшей руки,
3. Дисконтируем количество аутов, если есть вероятность, что полезная нам карта даст противнику ещё лучшую комбинацию,
4. Определяем наши шансы,
5. Определяем потенциальные шанса банка, принимая во внимание возможность рейза за нашей спиной, а также ставок в последующих раундах,
6. Сравниваем наши шансы (к шансам на улучшение надо добавить вероятность того, что у нас в настоящий момент лучшая рука) и потенциальные шансы банка, если наши шансы выше — можно ставить, если нет — сбрасываемся.

Данная последовательность выглядит сложной, но, к счастью, в большинстве случаев решения довольно очевидны, а по мере роста опыта даже в сложных ситуациях игроки могут принимать довольно точно взвешенные решения.